# ألفا سيستم
آلفا سيستم (بالإنجليزية: Alfa System)‏ ، هي شركة يابانية لتطوير ألعاب الفيديو، أسست في شهر كانون الثاني سنة 1988م، ويقع مقرها في مدينة كوماموتو اليابانية.